# Vlag van Metslawier

Vlag van Metslawier

De vlag van Metslawier is de dorpsvlag van het Nederlandse dorp Metslawier, in de Friese gemeente Noardeast-Fryslân. De vlag werd in 1988 geregistreerd.
De dorpsvlaggen van 28 dorpen in Dongeradeel werden op 28 januari 1988 goedgekeurd door de gemeenteraad van de vroegere gemeente Dongeradeel.

## Beschrijving
De beschrijving van de vlag is als volgt:
Blauw; een witte vluchtschuinbaan van een derde vlaghoogte; in de broektop een gele zespuntige ster.
De kleuren zijn afkomstig van het dorpswapen.

## Symboliek

Schuine baan: ontleend aan het wapen van Oostdongeradeel, de gemeente waar het dorp eertijds tot behoorde.
- Zespuntige ster: dit is een zogenaamde leidster welke een hoofdplaats aangeeft. Zo was Metslawier de hoofdplaats van de gemeente Oostdongeradeel.[4]